# 328677 Stofan
328677 Stofan este o planetă minoră (asteroid) din centura de asteroizi. A fost descoperită pe 18 septembrie 2009 la Stația Anderson Mesa de Lawrence H. Wasserman⁠(d) și a fost numită după Ellen R. Stofan⁠(d). 
Obiectul prezintă o orbită caracterizată de o semiaxă mare de 2,4290839556359 UAi, o excentricitate de 0,18070814873486, o înclinație de 6,6529812387767 ° în raport cu ecliptica.